# Laura Nsafou
Laura Nsafou (Orleans, 21 de julio de 1992) es una escritora francesa de novelas y libros infantiles, también conocida como el seudónimo de Mrs Roots a través de su blog que lleva el mismo nombre.

## Biografía
Nació el 21 de julio de 1992 en la ciudad francesa de Orleans. Su padre es congoleño y su madre de Martinica. Creció en Orleans y empezó a escribir muy joven. La literatura era un medio de crear personajes negros que se le parecían sin caer en los estereotipos que con frecuencia existían. De pequeña solo se reconocía en el personaje de Pocahontas a pesar de que ella no era del mismo origen.  Un viaje de estudios a Finlandia le inspiró para crear el blog Mrs Roots en 2013. En este país era considerada sólo "francesa" y nadie le preguntaba cuales eran realmente sus orígenes. A su regreso a Francia empezó a preguntarse sobre su identidad y porqué en su país se la asociaba a menudo con una persona extranjera o con el exotismo. En Congo era considerada una francesa de "de cierta clase social" y en Martinica era vista como "una metropolitana". Laura sintió la necesidad de escribir: ¿Qué significa ser francesa para la sociedad francesa actual? Utilizó su blog para reflexionar sobre ello en su blog.
A los 16 años publicó su primera novela Callie, juste vous et moi.
En 2013 se da a conocer a través de su blog bajo el seudónimo de MrsRoots, nombre de su blog donde publica sobre la diversidad de las literaturas africanas y afrodescendientes y sobre afrofeminismo en Francia. Creció en Orleans, y se mudó a París ya de adulta.
En 2017 publicó la novela À mains nues que cuenta la historia de una joven sueca negra de origen somalí que sufre de hafefobia, que escribió durante una estancia en Finlandia. Le sorprende que le pregunten con frecuencia por su descripción de una escena explícita sobre el placer femenino:  "Comprendí enseguida que toqué una cuestión tabú, aparentemente reservada a los hombres porque no se pediría nunca a los autores masculinos justificar sus textos sobre  conexiones, la manera cruda y sexista de hablar de los cuerpos de las mujeres, etc. Y efectivamente una lectora me ha agradecido meses más tarde haber expresado el placer femenino más allá de un imaginario sexista". Definiéndose como una autora afroeuropea, heredera a la vez de la historia de la "inmigración de su padre" y de su "vivencia occidental" se plantea proporcionar un contrapunto al  "male gaze" - mirada masculina en la representación de las mujeres en el mundo como objeto sexual que se observa en la literatura y el arte - y la "white gaze" - el punto de vista artístico de las personas blancas -  lamenta que la literatura feminista africana (sobre todo liderada por la nigeriana Chimamanda Ngozi Adichie ) se publique esencialmente primero en Estados Unidos.  Además de Toni Morrison en sus referencias literarias está también Octavia E. Butler.

## Obra
Inspirada por la novelista estadounidense negra, premio Nobel de Literatura, Toni Morrison, "No me vi reflejada en los análisis literarios. Buscaba novelas sobre una joven francesa negra en Europa que no encuentra su lugar, que es invisible. Me encontré ante una literatura francesa que no me incluye. Terminé viéndome en la literatura extranjera, leyendo Tar Baby".
Lo explica en su blog en una conversación con Aurélie Crop, fundadora de las ediciones Bilibok, quien le ofrece escribir un álbum infantíl (que será Comme un million de papillons noirs" (2018) ) a partir de una cita de una de las novelas de Toni Morrison, Délivrances., publicada en francés en 2016  : sus cabellos parecidos a un millón de mariposas dormidas sobre su cabeza.. El libro cuenta la historia de una joven negra de la que se burlan en la escuela por su cabello encrespado, una situación más cercana a la realidad de los niños que al universo caricaturesco en el que los personajes negros suelen estar confinados y que aprende a quererlos : Partí de mi experiencia personal. Un día, como [su heroína] Adé, después de que me molestaran, le dije a mi madre que no me gustaba mi cabello. Quería resaltar la discriminación entre niños. También debemos salir de este tipo de ideal que quiere que todos los niños sean benevolentes. A menudo, si un niño no se ama a sí mismo, no es innato, es una construcción que depende de la actitud de los demás explica.
Ilustrado por Barbara Brun, el libro fue apoyado por crowdfunding y tuvo un buen comienzo, pero la editorial se declaró en quiebra. La obra fue reeditada al año siguiente por Cambourakis. Su pluralidad de orígenes se puede encontrar en los personajes de su libro. Laura Nsafou prefiere hablar de "comunidades afro" en vez de "la comunidad afro" porque "no son todas las mismas culturas" y porque Adé pide también consejo a sus tías "que viven en todos los continentes" y porque sus propias compañeras de la escuela tienen ellas misma diferentes colores de piel y diferentes tipos de pelo.
Nsafou explica la importancia para ella de desarrollar personajes de mujeres negras "plurales, complejas, vulnerables" con una fuerza que no es innata. La protagonista de Nos jours brülés (2021) no es una heroína nata, se construye a partir de las pruebas que atraviesa. "Su evolución toma también más sentido porque dialoga con su madre, Diba o con su abuela". También busca en sus trabajos mostrarla representación del universo africano rompiendo los estereotipos y las referencias coloniales.

## Publicaciones
- Callie, juste vous et moi (en francés). Bajag-Meri. 2009. ISBN 978-2-911147-26-5.
- À mains nues. Courant majeur (en francés). Saint-Avold: éditions Synapse. 2017. p. 434. ISBN 979-10-97198-02-2.
- Comme un million de papillons noirs. Sorcières (en francés). Paris: Cambourakis. 2018. p. 36. ISBN 978-2-36624-352-9. [13]
- Le Chemin de Jada. Jeu (en francés). Paris: Cambourakis. 2020. p. 32. ISBN 978-2-36624-465-6.
- Les Lumineuses (en francés). Paris: Lunii. 2020.
- Fadya et le chant de la rivière. Lunii. 2020. p. 40. ISBN 978-2-37972-026-0.
- Nos jours brülés - Tome 1 Ed. Albin Michel 2021

## Documental
Laura Nsafou es una de las voces invitadas en el documental de Amandine Gay en Open the Voice.